# Cantón de Valmont
El cantón de Valmont era una división administrativa francesa, que estaba situada en el departamento de Sena Marítimo y la región de Alta Normandía.

## Composición
El cantón estaba formado por veintidós comunas:
- Ancretteville-sur-Mer
- Angerville-la-Martel
- Colleville
- Contremoulins
- Criquetot-le-Mauconduit
- Écretteville-sur-Mer
- Életot
- Gerponville
- Limpiville
- Riville
- Sainte-Hélène-Bondeville
- Saint-Pierre-en-Port
- Sassetot-le-Mauconduit
- Sorquainville
- Thérouldeville
- Theuville-aux-Maillots
- Thiergeville
- Thiétreville
- Toussaint
- Valmont
- Vinnemerville
- Ypreville-Biville

## Supresión del cantón de Valmont
En aplicación del Decreto nº 2014-266 de 27 de febrero de 2014, el cantón de Valmont fue suprimido el 22 de marzo de 2015 y sus 22 comunas pasaron a formar parte del nuevo cantón de Fécamp.